# Farkas Vince (tengerész)
Farkas Vince (Nagybecskerek, 1919. január 11. – Zebegény, 2007. április 9.) tengerésztiszt, múzeumalapító.
Diákkorában kiváló sportoló volt; tizenhét évesen, 1936-ban tagja lehetett a berlini olimpia lángjával futó váltónak. Élete álmát mégis 1940-ben valósította meg, amikor hajósinasként először szállt tengerre. 1941-ben tisztjelöltté, majd 1943-ban – a megfelelő vizsgák letétele után – hajós hadnaggyá avatták.
A második világháború idején aktív frontszolgálata során 1944-ben hadifogságba került, ahonnan csak 1947-ben térhetett haza. 1948-tól, házassága évétől vontatóhajókon szolgált, majd 1949-ben sikeres hajóskapitányi vizsgát tett. Az 1956-os forradalom idején a győri forradalmárok számára szállított Bécsből gyógyszereket, mely miatt, három év elteltével, 1959-ben letartóztatták. Eleinte a Gyorskocsi utcai fogdán, majd a tököli internálótáborban raboskodott, s bár elítélni végül nem sikerült, kapitányi állásából elbocsátották és visszaminősítették matróznak.
Súlyos betegen szabadult ki, majd hosszú kórházi ápolás és műtétek sora után rokkantnyugdíjba kényszerült. A hatvanas évektől hajómodellek építéséből és szobrok faragásából próbálta családját eltartani, közben pedig – főként a világot járó hajóstársai segítségével – hajózással, tengerészettel kapcsolatos tárgyakat gyűjtött.
Gyűjteményéből végül, saját zebegényi házában 1984. július 12-én nyílt meg az első Magyar Hajózástörténeti Múzeum.